# Sclerotiella indica
Sclerotiella indica är en svampart som beskrevs av A.K. Sarbhoy & A. Sarbhoy 1975. Sclerotiella indica ingår i släktet Sclerotiella, divisionen sporsäcksvampar och riket svampar.   Inga underarter finns listade i Catalogue of Life.